# Ухеева, Аяна Ивановна
Аяна Ивановна Ухеева (род. 19 июля 2001, Якутск) — российская спортсменка, борец вольного стиля. Призёрка чемпионата России 2025.

## Биография
Родилась Аяна 19 ибля 2001 года в городе Якутск Республики Саха-Якутия, Россия. Начала заниматься вольной борьбой в 10 лет под руководством Дондокова Чингиса Доржиевича.

## Спортивная карьера
В начале своей спортивной карьере она смогла успешно выступить на международном турнире на призы Натальи Воробьевой среди школьников (до 16 лет) в Иркутске, который прошёл в середине октября 2017 года. В конце 2020 года Ухеева смогла стать призёркой первенства России среди юниорок (до 20 лет) в Смоленске в весе до 50 кг. В мае 2022 года Аяна стала чемпионкой России среди студентов в Солнечногорске. Годом позже она повторила успех на чемпионате России среди студентов, который прошёл в Карачаево-Черкесской Республики, одолев в финале Веронику Гурскую из Санкт-Петербурга. В сентябре 2024 года Ухеева выступила на первенстве России среди спортсменок до 23 лет и смогла дойти до финала, уступив лишь Натальи Пудовой (Хакасия). В июне 2025 года стала впервые призёркой взрослого чемпионата страны в Москве.

## Спортивные достижения
Взрослый уровень
- Чемпионат России среди студентов 2022, 2023 — ;
- Первенство России до 23 лет — ;
- Чемпионат России 2025 — ;

Юниорский уровень
- Первенство России 2020 — ;

## Личная информация
Ухеева является якуткой по национальности. Она окончила Бурятскую государственную сельскохозяйственную академию